# Labelle (trio)

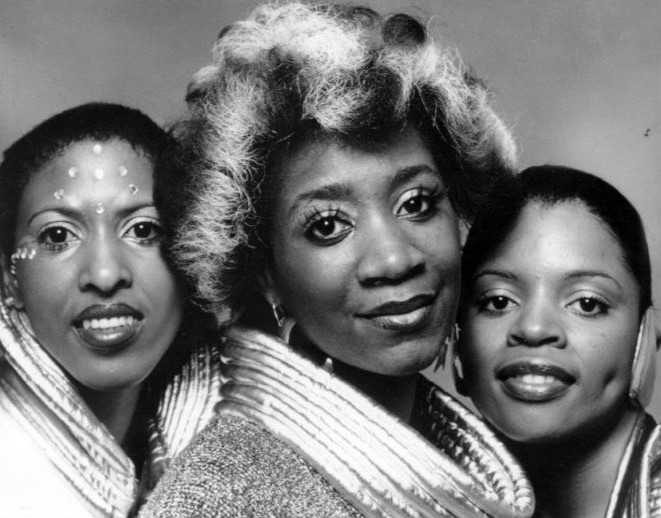
Labelle; v.l.n.r: Nona Hendryx, Patti LaBelle, Sarah Dash

Labelle was de naam van het vocale trio bestaande uit de zangeressen Patti LaBelle (pseudoniem van Patricia Holte), Nona Hendryx en Sarah Dash, gedurende de periode 1970-1976. De groep was daarvoor actief als Patti LaBelle & the BlueBelles. Onder hun nieuwe manager Vicki Wickham wijzigden ze in 1970 hun naam in Labelle en veranderden van stijl: in plaats van popdeuntjes kozen ze voor een mengeling van soul, funk, (proto-)disco en rock. Bij hun optredens gingen ze zich kleden in bizarre, extravagante kostuums met veel glitter en veren, die deden denken aan de glamrock.
Nona Hendryx ontpopte zich in de periode die volgde als een getalenteerde songschrijfster. De meeste nummers op de lp Pressure Cookin' uit 1973 waren van haar hand. In 1974 namen ze in New Orleans de lp Nightbirds op met de befaamde producent Allen Toussaint. De single Lady Marmalade met het Franse refrein "voulez-vous coucher avec moi ce soir?" ging naar de eerste plaats van onder andere de Amerikaanse hitparade, een succes dat ze later niet meer konden herhalen.
De volgende lp's, Phoenix (1975) en Chameleon (1976), waren commercieel niet erg succesvol. Op het einde van 1976 werd de groep ontbonden en begonnen de leden aan een solocarrière, die voor Patti LaBelle zelf en Nona Hendryx succesvoller zou verlopen dan voor Sarah Dash.
Sarah Dash overleed op 76-jarige leeftijd op 20 september 2021.

## Discografie

### Albums
| Album met eventuele hitnotering(en) in de Nederlandse Album Top 100 | Datum van verschijnen | Datum van binnenkomst | Hoogste positie | Aantal weken | Opmerkingen |
| ------------------------------------------------------------------- | --------------------- | --------------------- | --------------- | ------------ | ----------- |
| Labelle                                                             | 1971                  |                       | -               |              |             |
| Moon shadow                                                         | 1972                  |                       | -               |              |             |
| Pressure cookin                                                     | 1973                  |                       | -               |              |             |
| Nightbirds                                                          | 1974                  |                       | 11              | 10           |             |
| Phoenix                                                             | 1975                  |                       | -               |              |             |
| Chameleon                                                           | 1976                  |                       | -               |              |             |

### Singles
| Single met eventuele hitnotering(en) in de Nederlandse Top 40 | Datum van verschijnen | Datum van binnenkomst | Hoogste positie | Aantal weken | Opmerkingen                  |
| ------------------------------------------------------------- | --------------------- | --------------------- | --------------- | ------------ | ---------------------------- |
| Lady Marmalade (Voulez-vous coucher avec moi)                 | 1974                  | 11-1-1975             | 1(4wk)          | 10           | #2 in de Nationale Hitparade |

### NPO Radio 2 Top 2000
| Nummer met noteringen in de NPO Radio 2 Top 2000 | '99  | '00  | '01  | '02  | '03  |
| ------------------------------------------------ | ---- | ---- | ---- | ---- | ---- |
| Lady Marmalade                                   | 1362 | 1676 | 1232 | 1488 | 1568 |

1. ↑  Een vetgedrukt getal geeft de hoogste notering aan.
2. ↑  Deze tabel is bijgewerkt tot en met de laatste editie (2024).